# Resolution 652 des UN-Sicherheitsrates
Die Resolution 652 des UN-Sicherheitsrates ist eine Resolution, die der Sicherheitsrat der Vereinten Nationen in seiner 2918. Sitzung am 17. April 1990 einstimmig beschloss. Nach Prüfung des Antrags der Republik Namibia auf Mitgliedschaft in den Vereinten Nationen empfahl der Rat der Generalversammlung die Aufnahme Namibias.
Namibia wurde am 23. April 1990 das 160. Mitglied der Vereinten Nationen, nachdem es eine deutsche Kolonie war und von Südafrika unter seinem Mandat bzw. später als Besatzungsmacht als Südwestafrika 75 Jahre lang regiert wurde.
Der Botschafter der Vereinigten Staaten, Thomas R. Pickering, sagte bei der Verabschiedung der Resolution:

“Die Geburt Namibias war langwierig und schwierig, aber es scheint nun, dass der Stern, unter dem sie auf die Welt kommt, hell leuchtet.”